# 제러미 코빈

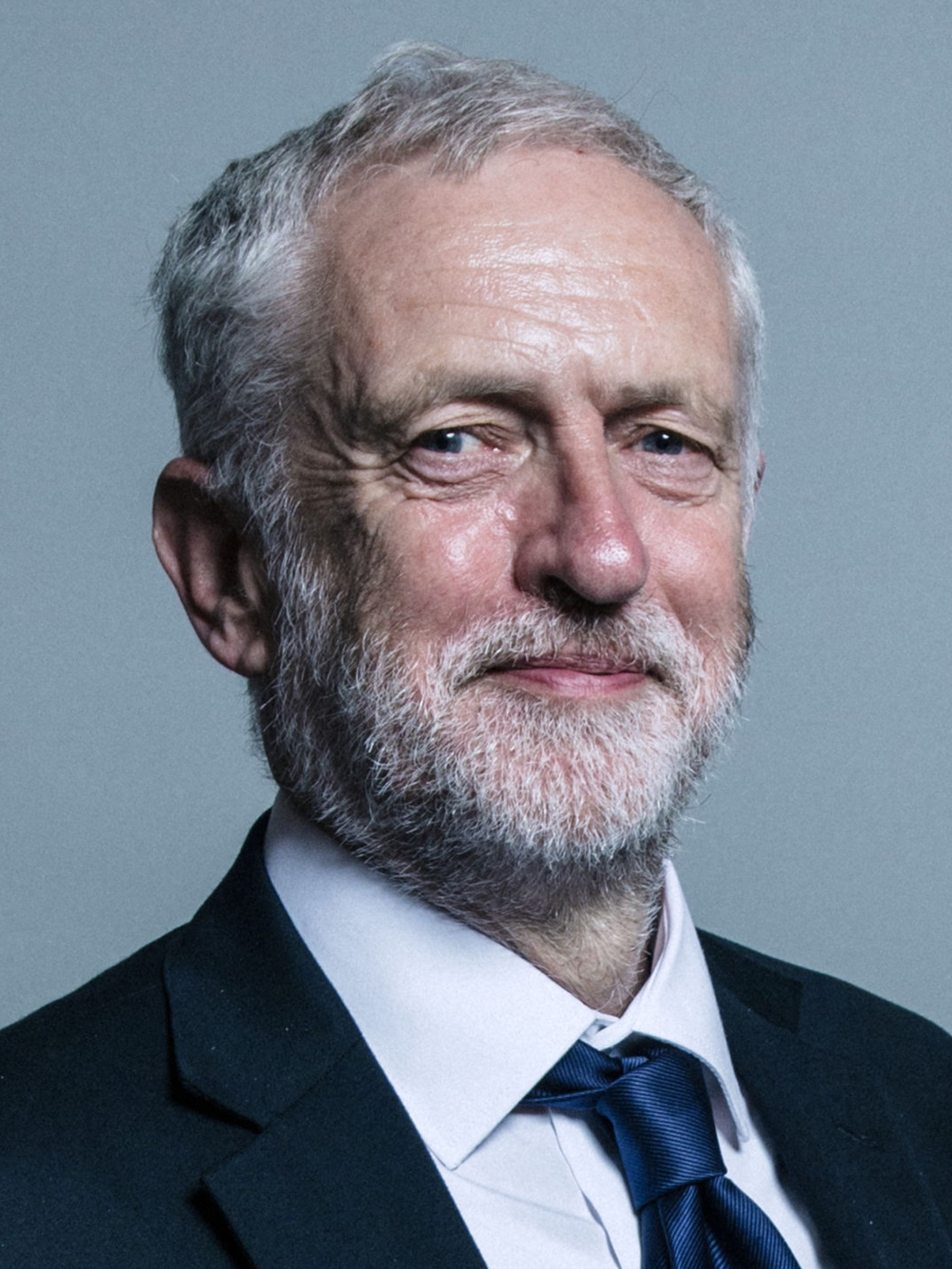
제레미 코빈

제러미 버나드 코빈(영어: Jeremy Bernard Corbyn, 1949년 5월 27일~ )은 영국의 정치인으로, 영국 치프넘에서 출생하였다. 1983년부터 런던 이즐링턴 북부 선거구에서 하원 의원이며, 2015년부터 2020년까지 노동당 대표를 맡았다. 당내에서 좌파로 분류되며 사회주의자를 자처해왔다.

## 개요
영국 윌트셔주의 치펜햄(Chippenham) 출신으로 짧은 기간 북런던공과학교(North London Polytechnic)에 다녔다. 전국공무원노동조합(National Union of Public Employees)과 전국재단사노동조합(National Union of Tailors and Garment Workers)에서 일한 뒤, 1974년 해링게이구 의회 의원에 선출되며 정치에 입문해 잠시동안 해링게이 구의회 의원을 지냈으며 1983년 이즐링턴 북부 선거구에서 국회의원으로 당선된 이후 현재까지 지역구를 유지하고 있다.
자타에 의해 민주사회주의자로 평가받고 있으며, 코빈이 주장하는 정책에는 공공 사업과 철도의 재국유화, 탄광 재개, 긴축 재정에 대한 대안인 기업의 세금회피 단속 강화, 대학 등록금 폐지, 학생 보조금 재개, 일방적 군축정책(Unilateral disarmament)에 의한 비핵화와 트라이던트 핵무기 프로그램 중단, 산업기반시설 및 재생 에너지 프로젝트 자금을 위한 양적 완화, 데이비드 캐머런 정권에 의해 단행된 2010년 이후 공공 부문과 복지 예산 삭감 되돌리기 등이 있다. 그는 토니 블레어 전 당수가 추진한 제3의 길을 "서구식 사회민주주의 논리에 신자유주의 사상을 뒤섞어 놓은 것"이라고 비판한 바 있다. 또한 아일랜드의 통일을 위해 영국은 북아일랜드에서 손을 떼야 한다고 주장한다.
코빈은 2015년 6월 6일 노동당 당수 출마를 선언했다. 초기에는 비주류 후보로 여겨졌지만 각종 여론조사에서 압도적인 지지를 얻어 지지율 선두가 되었으며 노동당 제휴 노동조합의 다수 및 노동당과 제휴하지 않는 노동조합 3곳의 지지를 얻게 되었고, 2015년 9월 12일, 코빈은 노동당 당수 선거 첫 투표에서 59.5%의 득표를 얻어 노동당 제 18대 당수에 당선되었다.
2017년 영국 총선에서 상당한 성과를 거두었으나 여전히 보수당이 테레사 메이를 총리로 소수 정부를 구성하여 야당으로 남았다. 2019년 브렉시트에 반대하지 않는 모습을 보이며 탈퇴 국민투표 실시를 지지하였다가 2019년 총선에서 32%의 득표율로 의회에서 60석이나 잃으며 그에 대한 책임론이 대두하였다. 이에 따라 2020년 지도부 선거가 열려 4월에 야당 예비내각 구성원이던 키어 스타머가 당수로 선출되며 코빈은 물러났다. 퇴임 이후 그가 대표직 재임 동안 당내의 반유대주의를 조장하였다는 의혹으로 비판받았다.

## 역대 선거 결과
| 선거명      | 직책명                         | 대수 | 정당   | 득표율 | 득표수   | 결과 | 당락                       |
| ----------- | ------------------------------ | ---- | ------ | ------ | -------- | ---- | -------------------------- |
| 1983년 선거 | 하원의원 (이슬링턴노스 선거구) | 49대 | 노동당 | 40.45% | 14,951표 | 1위  | 이슬링턴노스 하원의원 당선 |
| 1987년 선거 | 하원의원 (이슬링턴노스 선거구) | 50대 | 노동당 | 49.96% | 19,577표 | 1위  | 이슬링턴노스 하원의원 당선 |
| 1992년 선거 | 하원의원 (이슬링턴노스 선거구) | 51대 | 노동당 | 57.44% | 21,742표 | 1위  | 이슬링턴노스 하원의원 당선 |
| 1997년 선거 | 하원의원 (이슬링턴노스 선거구) | 52대 | 노동당 | 69.25% | 24,834표 | 1위  | 이슬링턴노스 하원의원 당선 |
| 2001년 선거 | 하원의원 (이슬링턴노스 선거구) | 53대 | 노동당 | 61.88% | 18,699표 | 1위  | 이슬링턴노스 하원의원 당선 |
| 2005년 선거 | 하원의원 (이슬링턴노스 선거구) | 54대 | 노동당 | 51.18% | 16,118표 | 1위  | 이슬링턴노스 하원의원 당선 |
| 2010년 선거 | 하원의원 (이슬링턴노스 선거구) | 55대 | 노동당 | 54.49% | 24,276표 | 1위  | 이슬링턴노스 하원의원 당선 |
| 2015년 선거 | 하원의원 (이슬링턴노스 선거구) | 56대 | 노동당 | 60.24% | 29,659표 | 1위  | 이슬링턴노스 하원의원 당선 |
| 2017년 선거 | 하원의원 (이슬링턴노스 선거구) | 57대 | 노동당 | 72.98% | 40,086표 | 1위  | 이슬링턴노스 하원의원 당선 |
| 2019년 선거 | 하원의원 (이슬링턴노스 선거구) | 58대 | 노동당 | 64.28% | 34,603표 | 1위  | 이슬링턴노스 하원의원 당선 |
| 2024년 선거 | 하원의원 (이슬링턴노스 선거구) | 59대 | 무소속 | 49.22% | 24,120표 | 1위  | 이슬링턴노스 하원의원 당선 |

## 같이 보기
- 토니 벤(Tony Benn)
- 버니 샌더스
- 토니 블레어
- 사회민주주의